# Université d'agriculture de Nankin
L'université d'agriculture de Nanjing (chinois : 南京农业大学) est une université nationale fondée en 1902 en République populaire de Chine. Elle est située dans la ville de Nankin (ou Nanjing).